# Homo erectus (album)
Homo erectus je dvanaesti studijski album hrvatskog glazbenog sastava Vatrogasci iz 2009. godine. Na albumu prevladavaju skladbe alternativnog rocka, pop rocka i parodije, u kojoj se ismijava politička nemoć u rješavanja svakodnevnih problema i banalnost brojnih zakona i propisa bez stvarne svrhe. Sniman je u Zagrebu tijekom 2008. i 2009., kada ga je sastav izdao samostalno, bez posredovanja ikoje diskografske kuće.
Tekstove za sve pjesme s albuma napisao je Tihomir Borošak (Tiho), koji je i uglazbio većinu pjesama, zajedno sa Slobodanom M. Kvačevićem (Na na na). Melodije i glazeno oblikovanje nekih pjesama djelomično je preuzeto od poznatih glazbenika i skladatelja poput meksičkog gitarista Carlosa Santane (pjesma Gore Iznad), britanskog skladatelja Billa Martina (dio aranžmana za pjesmu V Sebi O Tebi), njemačkoga skladatelja Carla Offa (pjesma Carina z Bvahama) i američkog multi-instrumentalista Arthura Smitha (pjesma Dvoboj nadahnuta Divljim zapadom i s country utjecajima).
Album karakteriziraju brojne obrade poznatih pjesama stranih autora u obliku "narodnjačke glazbe", ali rock žanra, po čemu se uvelike razlikuje od turbofolka.
Nakon izdavanja albuma, sastav uzima malu stanku i odmak od prijašnjeg ritma izdavanja albuma. Tako sljedeći studijski album, Dvodojak, izdaju 2014., ali zajedno s diskografskom kućom Unicorn Records. Na Dvodojku se pojavljuje nekoliko pjesama s ovoga albuma i njihove obrade.

## Popis pjesama
1. Sjedi curo
2. Kume moj
3. Gore iznad
4. Ne pitaj
5. U sebi o tebi
6. Na na na
7. Sjeban
8. Carina z buhama
9. Nemogu više
10. Dvoboj
11. Više manje

## Osoblje
osoblje koje je sudjelovalo prilikom izrade i snimanja albuma:
- Harmonika: Mario iz Beate
- Bubnjevi: Mario Jurišić (Jura)
- Gitara. akustična gitara, bas gitara, klavijature, miksanje bubnjeva, prateći vokal: Tiho Borošak (Tihi)
- Klavijature: Nikola Budić (Beli)
- Udaraljke i miksanje: Mario Jurišić (Jura)
- Producent: Tihomir Borošak
- Pjevači (vokali): Goran Borošak (Gugi; pjesma 6), Mladen Martinović (Dugi; pjesme 1-5 i 7), Tiho Borošak (Tihi; pjesme 8 i 9)